# Skulpture iz Sperlonge
Skulpture iz Sperlonge so velik in dovršen ansambel antičnih skulptur, odkritih leta 1957 na območju nekdanje vile cesarja Tiberija na Sperlongi, na obali med Rimom in Neapljem. Kot rekonstrukcija, so bile skulpture razporejene v skupine po notranjosti velike naravne jame s pogledom na morje, ki jo je uporabljal Tiberij za jedilnico; mnogi znanstveniki verjamejo, da je imel nameščene skulpture. Skupine prikazujejo dogodke iz zgodbe o Homerjevem junaku Odiseju in so v helenističnem "baročnem" slogu , vendar se na splošno domneva, da segajo v zgodnje cesarsko obdobje.
Kot Tacit in Svetonij pišeta, da se je jama podrla leta 26 n. št., skoraj ubila Tiberija in bodisi potem ali v poznejših porušitvah zdrobila kipe v tisoče fragmentov, tako da imajo sodobne rekonstrukcije veliko manjkajočih elementov. Muzej je bil ustanovljen leta 1963 v Sperlongi, da bi predstavil rekonstruirane skulpture in druge najdbe iz vile, z odlitimi rekonstrukcijami velikih skupin , ki jih klasicistka Mary Beard opisala kot »ustvarjalne inovacije« . Kot na prvi sliki tukaj, je veliko elementov mogoče videti dvakrat, kot sestavljene izvirnike in kot rekonstrukcije z uporabo odlitkov izvirnih kosov, napolnjenih z naučenim ugibanjem.
Kot je bilo običajno za rekonstrukcije, so bile skulpture razporejene v štiri glavne skupine okoli umetnega krožnega bazena, ki je zasedal večino jame in se povezoval z večjim zunanjim bazenom, enem na otoku v središču kroga. Na zadnji strani jame in na desni je bila skupina, ki je prikazovala Odiseja in njegove ljudi pri Oslepitvi Polifema, kiklopa (enooki velikan), v kateri je prevladovala ogromna figura Polifema, ki je bil pijan. Naprej, na otoku sredi bazena, je bila skupina, ki prikazuje Odisejevo ladjo, ki jo je napadla pošast Scila. Dve manjši skupini, ki sta postavljeni na strani odprtine bazena do glavnega bazena zunaj, se običajno razlagata kot, na levi, Pasquinova skupina Odiseja, ki prenaša telo Ahila iz bojišča in na desni, Odisej bo izdal Diomeda po tem, ko so ukradli kultno podobo paladija iz Troje v času grškega obleganja. 
Na niši na pečini nad vhodom v jamo je Ganimed nosi orla, preoblečenega Zevsa, očitno iz istega obdobja kot skupine Odiseja. Nekateri drugi kipi okrog pečine pripadajo tako prejšnjim kot kasnejšim obdobjem in so tukaj izključeni iz splošnih pripomb . Skulpture so bile oblikovane tako, da jih je bilo mogoče videti iz tricliniuma ali jedilnega prostora s kavči, verjetno vsaj v šotoru ali »lahkem paviljonu« , postavljenem na pravokotnem otoku v ribniku, ki teče v jamo in verjetno tudi iz hoje po jami in morda pri kopanju v bazenu. Domnevno so bile umetno osvetljene, zlasti ponoči, saj bi bil zadnji del pečine precej temen tudi pri dnevni svetlobi.Jama je bila okrašena tudi z »umetnimi kapniki« in obarvanimi opus scetile tlemi (umetniška tehnika, kjer so bili materiali izrezani in intarzirani v stene in tla, da bi ustvarili sliko ali vzorec), prostor levo od skupine Polifema pa je imel številne gledališke maske, nameščene na stenah, namenjene za osvetljevanje od zadaj .

## Skupine
Izvedba skulptur se bistveno razlikuje po kakovosti in zahteva veliko ekipo in tri mojstre, ki so poimenovani v napisu (glej spodaj). Različnost je znotraj in med skupinami in figurami in znanstveniki se strinjajo, da je celoten ansambel nastal kot en sam projekt. Za njih je značilna izjemno razširjena uporaba navadnih marmornih opornikov med kiparskimi elementi, ki so ostala za krepitev figur; celo prsti Polifemu so povezani z njimi. To je bil razlog za zagovarjanje izdelave izven kraja nastanka, morda na Rodosu, s podstavki, ki so bili potrebni za zaščito med prevozom. Veliko elementov je narejenih zgolj tako, da jih je mogoče gledati iz določenih kotov, pri čemer je njihova »hrbta stran« približno obdelana. 
Prvi so odkrili skulpture leta 1957 gradbeni inženirji, ki so gradili obalno cesto tik nad krajem. Na območju, kjer so se začela izkopavanja pod ustrezno arheološko usmeritvijo, je bil časovni razmik, ki je zapustil natančno prvotno lokacijo nekaterih velikih fragmentov na žalost nenatančna, dopuščajo se naknadni argumenti o tem, kateri deli spadajo v katero skupino in kje so bile prvotne skupine, ki so se postopoma reševale kot manjši kosi, zabeležene bolj profesionalno, združene v nadaljevanju procesa rekonstrukcije. 
Štiri Odisejeve skupine prikazujejo različne strani njegovega kompleksnega značaja, tako dobrega kot slabega: »vse skupaj je videti sinteza literarnega in aleksandrijskega, s pretiravanjem glede junakove osebnosti, ki je podobna kameleonu in poudarku, ki ga ni v Homerju, na dveh skrajnostih njegove osebnosti - pogum in izdajalstvo.

### Pasquinova skupina
Pasquinova skupina je ime skulpturna skupina dobila po helenističnem slogu, ki prikazuje bojevnika, ki podpira mrtvo telo tovariša, iz fragmentov, vendar znane skulpture z vzdevkom Pasquino, ki je še vedno postavljen na ulici v Rimu. Skupina iz Sperloge je dovolj različna, da bi jo lahko obravnavali kot prilagoditev istega izvirnika, čeprav večina predpostavlja, da ta iz Sperlonge ni prva različica kompozicije, čeprav je najzgodnejša ohranjena .
Običajno, tako kot pri Pasquinu, je predmet Menelaj, ki podpira Patroklovo telo, ki je bil tukaj predlagan, vendar se večina znanstvenikov strinja, da je tukaj namenjeno prikazovanju Odiseja, ki je nosil truplo mrtvega Ahila z bojišča zunaj Troje (ali morda Ajanta, ki opravlja nošnjo) . To je nenavaden predmet, ne v Homerju, ampak v tem, ki ga omenja Ovid (Metamorfoze, 13, 282 ff) in ustreza preostalemu programu. Tukaj je Odisej prikazan v svojih najbolj konvencionalno krepostnih, dokazuje pietas. Štiri noge, dve, ki sta na tleh in glava živega bojevnika sta doslej glavna rekonstruirana elementa. 

### Paladijeva skupina
Ta skupina prikazuje tudi nenavaden predmet. Večinoma se zdi, da predstavlja trenutek, ko Odisej, ko je pobegnil po kraji paladija, zaščitnika Troje, poskuša ubiti svojega tovariša Diomeda, da bi sam prevzel vse zasluge. Diomed začuti Odisejev meč in ga ustavi poskus. Ta epizoda, tudi ne v Homerju, kaže Odiseja v najslabši možni luči, ko kaže dolus . V Metamorfozah 13, 337ff se Odisej ponaša s svojim zajetjem paladija, tako kot nekaj vrstic zatrjuje zasluge za reševanje Ahilovega telesa. Ta epizoda se je odvijala ponoči in si jo lahko zamišljamo kot slabo osvetljeno, da bi povečali učinek.
Identifikacija ostaja nekoliko špekulativna, pri čemer je ključni sestavni del zgornja polovica približno polovične velikosti Atene s čelado, ki jo je držala roka v naravni velikosti. S tem so povezani brezglavi liki v naravni velikosti, ki niso lastniki roke, ki je stisnjena, in ena ali več glav. Odisej je morda figura z glavo in roko, ki drži Diomeda . Nekateri verjamejo, da glava in del trupa Odiseja v frigijski kapici z nosom, ki mu manjka (ponazorjeno), spada sem namesto v skupino Polifema, kot je postavljena v rekonstrukciji . Za slog obraza paladijske figure je bilo rečeno, da predstavlja »pozno fazo pri preoblikovanju jonskih helenističnih mesnatosti v Julijsko-Klavdijskem klasicizmu« z arhaičnimi elementi, ki jih najdemo v drugem tovrstnem kiparstvu.

### Polifemova skupina
Kot je zapisal Homer, so kiklopi Polifema, ki so zajeli Odiseja in njegovo posadko v svojem jamskem domu z ogromnim kamnom in jih začel jesti, se napili in zaspali. Odisej ga ne more ubiti, ker ni mogel premakniti kamna, zato v ognjišču v jami ogreje konico oljčnega lesa in s tem zaslepi velikanovo edino oko. Naslednji dan on in njegovi možje pobegnejo, ko se držijo za Polifemovimi ovcami, ki jih je pustil na paši. Prikazan trenutek je, ko se zažgan kot dvigne v položaj in se na desni eden od spremljevalcev, ki nosijo vinski meh, umakne, ne da bi zbudil velikana; to je morda najbolj popolna originalna figura .
To je bila pogostejša tema v umetnosti, pri čemer je skupina Ganimed edini del celote, za katero ni bila predlagana nobena alternativna tema. Prikazuje slavnega in občudovanja vrednega brezobzirnega calliditas ali zvijačnega Odiseja, skupaj z njegovim pogumom. Med tremi moškimi, ki so nosili kol, je v rekonstrukciji v muzeju on najbližje velikanovemu očesu, čeprav ga namesto tega nekateri znanstveniki uvrščajo v skupino paladija. O postavitvi nosilca vinskega meha in o tem ali je bil dodatek domnevnemu bronastemu modelu za ansambel, se je veliko razpravljalo . Relief na sarkofagu iz 3. stoletja v Catanii (prikazan spodaj, vključno z nosačem vinskega meha) velja za poenostavljeno različico skupine Polifema iz Sperlonge ali njegovega modela in je bil pomemben kot osnova za obnovo Sperlonge .
Nosač vinskega meha in najnižji spremljevalec na kolu sta dve najbolj popolno ohranjeni figuri, medtem ko je od Polifema samo njegova glava, ena velika noga in ena noga, ena roka in druga roka sta bili doslej sestavljeni skupaj; njegov rekonstruiran trup je v glavnem ugibanje. Ta skupina je bila najbolj oddaljena, približno 40 metrov od tricliniuma, na zadnji strani pečine na desni, vendar je obiskovalec lahko stopil pred njo in tudi nekaj korakov v desno, da bi dobil bližje poglede. 
- Najnižji nosilec kola
- Glava Odiseja in zgornji del telesa iz skupine Polifema, originalno rekonstruirana
- Spodnji del Odiseja
- Rekonstruiran Polifem

### Scilina skupina
To kaže del Odisejeve ladje, ki jo je napadla pošast Scila, katere telo je v grških virih imelo celo vrsto lovk in volčjih glav. V umetnosti je bila po navadi predstavljena kot prevelika ženska od pasu navzgor, z obročem psov ali volčjih glav na dolgih vratovih v pasu in velikimi lovkami ali dolgim ribjim repom kot spodnji del. To je bilo očitno široko spoznanje na Sperlongi, vendar so različni deli ladje, pošasti, napadeni mornarji in monstruozna roka, ki je prijemala glavo, v svojih relativnih položajih nekoliko negotova in »še niso bili prepoznani nobeni deli trupa Scile« . Za razliko od skupine Polifema, na ogled ni nobene splošne rekonstrukcije z uporabo odlitkov in ustvarjene ponovne predstavitve. Celotna skupina je bila visoka približno 3 metre, človeške figure pa so večinoma pet mornarjev in krmar.
Popolnoma primerljive podobe ni, čeprav so bili v Hadrijanovi vili v Tivoliju (v nadaljevanju prikazani) najdeni fragmenti, ki so bili verjetno manjši, v precej boljšem stanju. Izgubljena bronasta skupina negotovega datuma ali videza je kasneje zabeležena v Konstantinoplu in je bila predlagana kot model, čeprav obstajajo težave s to idejo . Obstajajo številni prizori z enakimi osnovnimi sestavinami v veliko manjših predmetih, vključno na kovancih.
- Kot je bila razstavljena leta 2012
- Kot je bila razstavljena leta 2014, druga stran

### Ganimed in orel
Kip Ganimeda z Zevsom kot orlom za njim je bil postavljen na posebej zgrajeno zidano podlago visoko nad središčem vhoda v jamo; replika je zdaj v prvotnem položaju. Ganimed je neobičajno oblečen, še bolj nenavadno pa nosi sodobno domačo nošo dela Male Azije iz okolice Troje ali pa celo bolj vzhodno. Njegovo telo je v modnem barvnem marmorju iz Frigije iz blizu Troje, njegova glava pa je v belem marmorju, ki je bil morda poslikan. Ganimed je bil trojanski princ, v večini različic mita je bil stric kralja Priama (včasih stric ali celo brat), vendar je ta nacionalni vidik v njegovi zgodbi redko poudarjen in to je »edina znana upodobitev Ganimeda kot Trojanca«. 

## Kiparji
Izklesan napis na ladji v skupini Scile opisuje tri odgovorne kiparje: Atenodor, sin Agesandra, Agesander, sin Paioniosa (Paionios je redko ime) in Polidor, sin Polidora. To so ista tri imena, čeprav ne v istem vrstnem redu, ki jih Plinij starejši opisuje kot kiparje  skupine Laokoont in njegovih sinov, ki jih je imel cesar Tit okoli leta 70 in velja za slavno izkopano skupino v Rimu leta 1506 in zdaj v Vatikanskih muzejih. Plinij jih navaja po vrstnem redu Agesander, Atenodor in Polidor, ki ne pove očetov, ampak pravi, da so iz grškega otoka Rodos.
Misli se, da je stroga starost vodila zaporedje imen v takih primerih in, če ne bi bila Plinijeva preprosta napaka, da ne more biti isti Agesander v obeh, pri Pliniju, kjer je Agesander prvič naveden in Sperlongi, kjer je Agesander drugi. Običjno so se Rodožani poimenovali po svojih dedkih, z istimi imeni, ki so se izmenjavali več generacij že več stoletij. Napis na podstavku za kip v Lindosu, trdno datiran v 42. pr. n. št., kaže Atenodora, sina Agesandra, vendar spet ni jasno, kako se ti dve imeni nanašata na druge reference - v resnici sta obe imeni zelo razširjeni na Rodosu. Nasprotno pa je Polidor, zadnji poimenovan v obeh napisih, običajno skupno grško ime, manj pa na Rodosu in kot kipar se zdi znan samo iz Plinija in Sperlonge, medtem ko je bil Atenodor očitno znan, posnet na več osnovah za skulpture (vse najdene ali opisane ločeno od svojih skulptur), bolj kot oznaka ali napis kot podpis. V nekaterih je spet Atenodor, sin Agesandra. To je tudi ime duhovnika, zabeleženega v napisu v Lindosu, ki se nanaša na 22. stoletje pr. n. št., v katerem je zapisan tudi možni brat Agesander, sin Agesandra; morda je bil eden od teh kiparjev ali ne. 
Kipi iz Sperlonge so podobni slogu Laokoonta, vendar z veliko pomembnimi razlikami, nenazadnje po kakovosti, ki je neenakomerna, vendar na splošno precej manj spretna in končana, čeprav je ansambel tudi precej večji in bi zahteval veliko pomočnikov. 

## Datacija in izvirnost
O natančnem datiranju skupine in sorodnih vprašanjih, tako imenovani »Sperlonški vojni«, se razprava nadaljuje vse od odkritja, kot preliv iz argumentov o Laokoontu, ki so bili stari že dve stoletji. Porušitev špilje leta 26 n. št., zagotavlja termin ante quem in ima posledice za Laokoonta, ki bi ga nekateri želeli predstaviti šele okoli 70 n. št.. Najzgodnejši datum, ki je bil predlagan za skupino iz Sperlonge, je približno 50 let pred našim štetjem, čeprav je še eno vprašanje ali so v celoti ali delno kopije prejšnjih del.
Nekateri znanstveniki vidijo jasne indikacije, da je bil program skupine posebej zasnovan za Tiberija, medtem ko drugi mislijo, da je skupina preddatirana z njegovim lastništvom vile. Dovoljene so različne stopnje prilagoditve prejšnjih modelov, verjetno v bronu, da bi ustrezali tako nastavitvi Sperlonge kot zahtevam konceptualnega programa. Po Petru von Blanckenhagnu je treba dve večji skupini razumeti »ne kot pristne originale niti kot resnične replike, ampak kot iznajdljive in nove različice samo tematsko podobnih helenističnih skupin v precej manjšem obsegu«, medtem ko sta dve manjši skupini bližje kopiji originalov. R. R. R. Smith (Bert / Roland) vidi štiri skupine kot reprodukcije prejšnjih skupin v bronu, pri čemer je skupina Scile morda bolj svobodna in inventivna prilagoditev. »Visokokakovostna reprodukcija helenističnih mitoloških skupin ... je bila očitno omejena za specializiran trg. Knezi in cesarji so bili kupci in ti kiparji so bili verjetno najboljši v tistem času«. 
Nekateri vidijo skulpture, ki so narejene na Rodosu, da se prilegajo pečini Sperlonge, zato je intenzivna uporaba opornikov, medtem ko drugi opažajo, da je bilo lažje premikanje kiparjev kot kipov. Izvor marmorja ni bil jasno določen, kar bi lahko dodatno razjasnilo to vprašanje. Zgodovinarji rimskih stavbnih tehnik na splošno določajo postavitev skulptur, vključno z robovi bazena in drugimi elementi, do 1. stoletja pred našim štetjem.
Deli skulptur so lahko tesno povezani z deli iz drugih virov. Še posebej glava v Britanskem muzeju je zelo podobna tisti, ki jo ima "nosaž vinskega meha", eden od spremljevalcev, ki se običajno uvrščajo v skupino Polifema in kaže, da sta obe zelo natančni kopiji skupnega modela. Ta je bila najdena v pantanelli Hadrijanove vile v Tivoliju, ki jo je Gavin Hamilton odkril leta 1769, nato pa je nastala ena od zbirke mestnih marmorjev, ki jih je muzej kupil.  Hadrijanova vila je imela tudi manjšo različico skupine Scila, ki je bila del zbirke kopij najbolj znanih grških skulptur; zgoraj omenjen relief Polifema iz Catanie. Lestvice skupin iz Sperlonge so rahlo nedosledne, kar je dokaz različnih sklopov originalnih modelov za skupine.
Za kiparski program so se uveljavljali rivalski literarni viri, kot je razvidno iz dveh nemških knjig Sperlonga und Vergil Rolanda Hampeja (1972) in Praetorium Speluncae: Tiberius in Ovid in Sperlonga Bernarda Andreaeja (1994), ki je predlagal, da je Ovid sam svetoval Tiberiju ta program ali ga je zasnoval, kar je bila nato usmeritev za kiparje. Peter Green in drugi so povedali, da to ni verjetno, glede na to, da je bil Ovid leta 8 izgnan in se nikoli ni vrnil. Hampejeva Virgilijanska interpretacija gre dlje od drugih, ko je predlagal, da krmar na ladji v skupini Scila ni Odisej ali njegova posadka, razen Palinura, Enejevega krmarja v Vergilijevi Eneidi, vendar ta ideja ni dobila dovolj podpore. 

### Galerija sorodnih primerov
- Spremljevalec Odiseja ("nosač vinskega meha") v Britanskem muzeju; prsi, nos in ustnice so restavrirani.
- Skupina Pasquino na Piazza della signoria v Firencah, francoska kopija helenističnega izvirnika, zelo obnovljena.
- Spremljevalec Odiseja, ki ga je napadel eden od Scilinih psov. Iz Hadrijanove vile. V rekonstrukciji Sperlonge je enakovredna figura navpična in obrnjena.
- Reliefni sarkofag iz 3. stoletja v Catanii, pojmovan kot poenostavljena različica skupine Sperlonga ali njen model.
- Laokoontova skupina v Vatikanskih muzejih.

### Tiberijevo naročilo?
Primer za Odisejev cikel, ki ga je naročil Tiberij, temelji na več vrstah argumentov. Po Tacitu in Svetoniju je trdno povezano z jamo, večina učenjakov pa priznava, da je imel v lasti to in vilo zgoraj, kar se zdi, da sega v pozno republiko . Trdilo se je, da je bila vila Sperlonga v njegovi družini od njegovega pradeda Marka Aufidija Lurca, ki je prišel iz bližnjega Fondija. 
Trdilo se je, da nenavaden program odseva Tiberijeve posebne prednike, njegov literarni okus in njegovo osebnost in politični pogled ter da se je lahko na poseben način poistovetil z Odisejem; Juvenal jih je kasneje primerjal.  Trdili so tudi, da je Tiberij postavil precedens za imperialne upodobitve prizorov z Odisejem in Polifemom, ki so jim kasneje sledili Klavdij I., Neron in Hadrijan.
V zvezi z legendarnim poreklom, ki so ga navajale številne vodilne rimske družine, je bil Tiberij po rodu Odisejev potomec, medtem ko je bil gens Claudia in tudi s tem, ko ga je Avgust sprejel v gens Julia, Eneja, trojanski knez in ustanovitelj Rima. Njegov literarni okus je bil naklonjen sodobnim grškim avtorjem, večinoma zdaj izgubljeni in zaželen temelj grške mitologije, je odraz dekoracije v jedilnici. Bil je navdušen, celo pedanten, gurman in jedilnica je bila ena od redkih stvari, za katere je bil pripravljen porabiti denar.
Tiberij je preživel obdobje v učinkovitem izgnanstvu na Rodosu, kjer bi lahko spoznal odgovorno delavnico ali umetnike in razvil okus za svoj slog [49] in verjetno videl starejše različice nekaterih ali vse skupine. Kasneje v življenju je bil verjetno odgovoren za drugo kiparsko dekoracijo v Modri jami na Capriju, tokrat v naravni jami z bazenom z vodo do obzidja.